# Улица Латгалес (Рига)
Улица Ла́тгалес (латыш. Latgales iela, до 21 февраля 2024 года улица Ма́скавас) — улица в Латгальском предместье города Риги, главная улица городских районов Латгале, Кенгарагс, Румбула, Дарзини. Начинается от улицы Лачплеша и идёт в юго-восточном направлении до границы города, переходя в трассу A6 (Рига — Даугавпилс — Краслава — Патарниеки). Общая протяжённость улицы — 14734 метра (вторая по протяжённости улица в городе после Яунциема гатве).

## История
Часть торгового пути в Витебск и Полоцк. Первые сведения об этой улице датируются XVIII веком.Улица являлась частью древней торгово-почтовой дороги Рига — Даугавпилс —Полоцк, и  называлась Полоцкой дорогой. Ежегодно весной её затапливало, поэтому возникла необходимость построить дамбу вдоль Даугавы. После расширения рижских укреплений во времена Шведской Ливонии в 1650 году была построена плотина. Эта плотина также использовалась как дорога для въезда в город. Первоначально она называлась плотиной Инчу, а позже – Плотиной Яниса.
Ранее такженазывалась Большой Новороссийской улицей, в 1859 году переименована в Московскую улицу. В 1938—1940 годах носила название Латгалес.
21 февраля 2024 года Рижская дума приняла решение о разделении улицы Маскавас на две улицы — начальная часть (от улицы 13 Января до улицы Лачплеша) получила название Улица Ластадияс, а остальной части улицы было присвоено название Латгалес (как дороге, ведущей в Латгалию).

## Достопримечательности
- д. 108/110 — профессиональный независимый латвийский театр «Скатуве» (латыш. Skatuve; в переводе — «Сцена»), основанный в 1991 году. Здание построено в 1912 году по проекту архитектора Николая Норда[5].
- д. 151 —  памятник архитектуры (XIX век)
- д. 231 — здание пивоваренного завода «Ливония» (1898 год, архитектор Эдмунд фон Тромповский)

## Прилегающие улицы
Улица Маскавас пересекается со следующими улицами:
- улица Лачплеша (нет прямого соединения)
- улица Барддзиню
- улица Пиртс
- улица Иса
- улица Католю
- улица Гребенщикова
- улица Даугавпилс
- улица Ерсикас
- улица Шаура
- улица Тома
- улица Маза Кална
- улица Маза Краста
- улица Эбрею
- улица Балву
- улица Айвиекстес
- улица Дрицану
- улица Фридрикя
- улица Резнас
- улица Коюсалас
- улица Дзервью
- Криденера дамбис
- улица Огрес
- улица Индрупес
- улица Славу (развязка в двух уровнях)

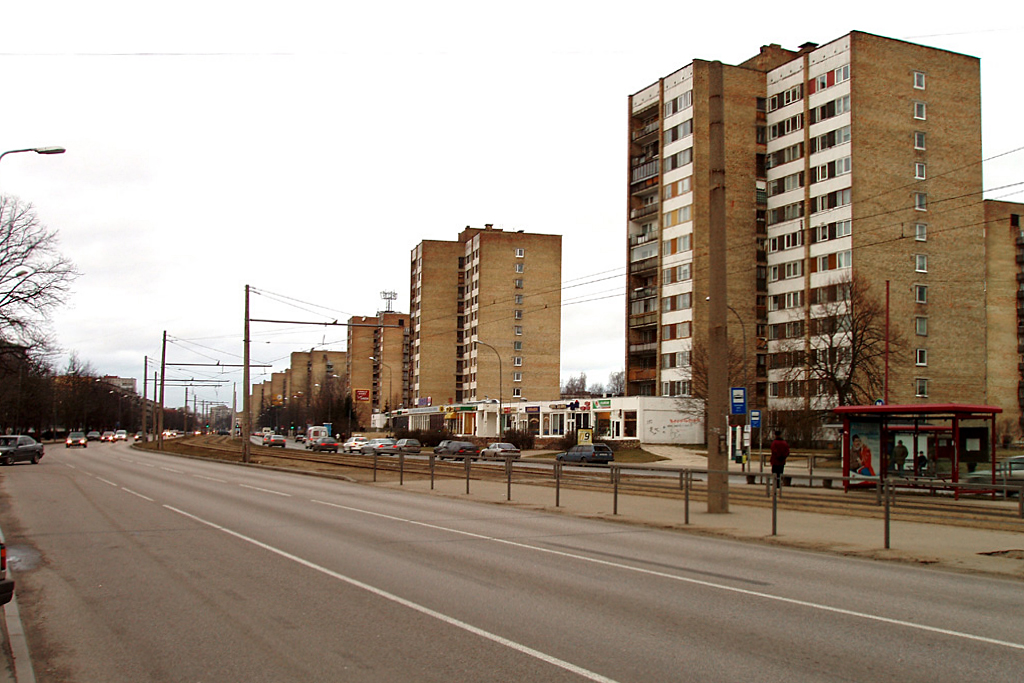
Застройка улицы в Кенгарагсе

- улица Краста
- улица Кенгарага
- улица Каниера
- улица Прушу
- улица Глудас
- улица Рушону
- улица Езупа Ранцана
- улица Эглайнес
- улица Плосту
- улица Квадрата
- улица Расас
- улица Икшкилес
- улица Румбас
- улица Вишкю
- улица Шкерстес
- улица Атбалсс
- улица Крустпилс
- улица Стренгу
- улица Чуйбес
- улица Нулпес
- улица Машину
- улица Яньогу
- улица Тайсна
- улица Дарзиню
- автодорога V56
- 59-я линия Дарзиню